# Atrachelacris olivaceus
Atrachelacris olivaceus är en insektsart som först beskrevs av Bruner, L. 1911.  Atrachelacris olivaceus ingår i släktet Atrachelacris och familjen gräshoppor. Inga underarter finns listade i Catalogue of Life.